# Ятрышник Стевена
Ятры́шник Сте́вена (лат. Orchis ×stevenii) — многолетнее травянистое растение гибридного происхождения рода Ятрышник (Orchis) семейства Орхидные (Orchidaceae).
Существует несколько точек зрения на статус Orchis stevenii. В начале XX века ряд авторов (в том числе С. А. Невский считали его не заслуживающей таксономического статуса формой Orchis militaris. Л. В. Аверьянов в 2006 году рассматривал этот таксон как стабилизировавшийся гибрид Orchis militaris и Orchis simia, что согласуется с результатами изоферментного анализа. Наконец, многие авторы рассматривают Orchis stevenii как негибридный вид, близкий к Orchis militaris, или его подвид.
Исследование гербарных материалов показывает, что по мере продвижения с севера на юг имеет место клинальная географическая изменчивость Orchis militaris. По таким признакам, как удлинённое, сравнительно рыхлое соцветие и более узкие лопасти средней доли губы, растения из южной части ареала типового подвида, и особенно из Предкавказья и Западного Закавказья, приближаются к subsp. stevenii, что усложняет проблему различения подвидов на стыке их ареалов. Очевидно, что между ними имеет место интрогрессия, а также возможна гибридизация между Orchis militaris и Orchis simia, приводящая к образованию гибрида Orchis ×beyrichii, внешне напоминающего subsp. stevenii.